# Arik Kaplun
Arik Kaplun, né le 26 octobre 1958 à Moscou (Union soviétique), est un réalisateur et scénariste israélien.

## Biographie

### Formation
- Université de Tel Aviv

## Filmographie partielle
- 1999 : Autour de Yana (Ha-Chaverim Shel Yana) (aussi scénariste)
- 2009 : Istoriya Letchika (série TV)

## Récompenses et distinctions
- 1999 : Autour de Yana (Ha-Chaverim Shel Yana)
  - Prix Ophir du meilleur réalisateur
  - Prix Ophir du meilleur montage scénario original